# Naturgeschichte einer Kerze

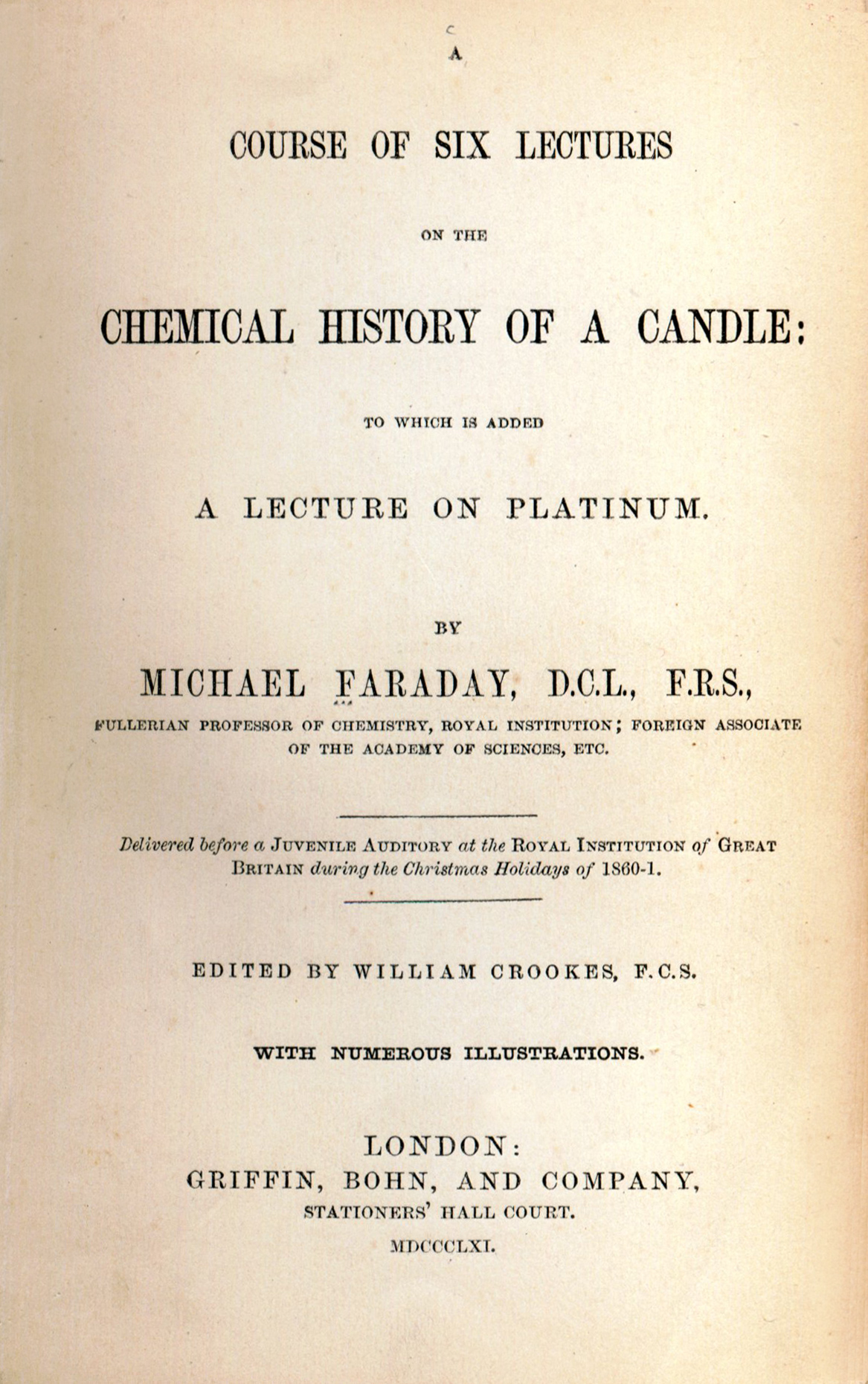
Titelblatt der englischen Erstausgabe von 1861

Die Naturgeschichte einer Kerze (The Chemical History of a Candle) ist der Titel einer sechsteiligen Weihnachtsvorlesung von Michael Faraday über die chemischen und physikalischen Grundlagen der Flammenerscheinung bei Kerzen, die er zum Jahreswechsel 1860/1861 abhielt und die 1861 in Buchform erschien. Das in zahlreiche Sprachen übersetzte Buch gilt als eines der erfolgreichsten populärwissenschaftlichen Bücher.

## Werk
Die erste Auflage wurde im April 1861 von William Crookes unter dem vollständigen Titel A Course of Six Lectures on the Chemical History of a Candle: To Which is Added a Lecture on Platinum im Verlag von Griffin, Bohn & Co. herausgegeben. Sie enthielt neben der sechsteiligen Vorlesungsreihe über die Naturgeschichte der Kerze zusätzlich Faradays Freitagabendvorlesung vom 22. Februar 1861 über Platin. Das Vorwort, obwohl mit Crookes Namen unterzeichnet, stammte von Charles Greville Williams (1829–1910).
Faraday nutzte darin die Kerze als Ausgangspunkt für eine umfassende Darstellung naturwissenschaftlicher Erkenntnisse:

“There is not a law under which any part of this universe is governed which does not come into play, and is touched upon in these phenomena. There is no better, there is no more open door by which you can enter into the study of natural philosophy.”

„Unter den Gesetzen, nach denen unser Weltall in allen seinen Teilen regiert wird, gibt es keines, das nicht auch bei der Naturgeschichte der Kerze in Betracht kommt. Kein besseres und bequemeres Tor bietet sich daher für den Eingang zum Studium der Physik.“

### Entstehungsgeschichte

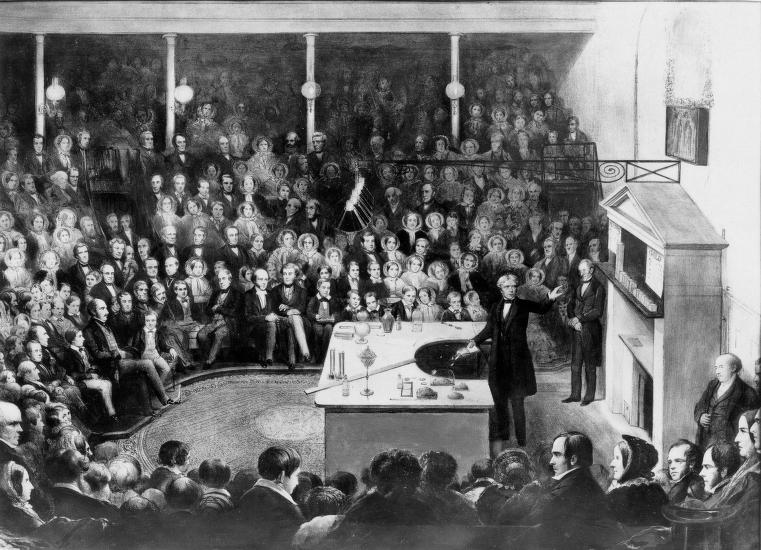
Lithografie von Alexander Blaikley (1816–1903), die Michael Faraday am 27. Dezember 1855 bei einer seiner Weihnachtsvorlesungen zeigt, an der auch Prinz Albert und Prinz Alfred teilnahmen.

Bereits zum Jahreswechsel 1848/1849 hielt Faraday eine sechsteilige Weihnachtsvorlesung mit dem Titel On the Chemical History of a Candle. Charles Dickens schrieb an Faraday und bat ihn um Vorlesungsnotizen, da Dickens plante, für seine gerade neu gegründete Wochenzeitschrift Household Words eine Zusammenfassung dieser und anderer Vorlesungen zu schreiben. Dickens erhielt die gewünschten Notizen und publizierte in der Ausgabe vom 3. August 1850 von Household Words unter dem Titel The Chemistry of A Candle die angekündigte Zusammenfassung der Vorlesungen.
Ende 1859 gründete William Crookes sein sechzehnseitiges Wochenblatt The Chemical News and Journal of Physical Science, für das er auf der Suche nach Beiträgen war. Er fragte bei Faraday nach, ob einer seiner Angestellten die Weihnachtsvorlesung von 1859/1860 über Die verschiedenen Kräfte der Materie und ihre Beziehungen zueinander (engl. Originaltitel: The Various Forces of Matter, and Their Relations To Each Other) für eine Veröffentlichung mitschreiben dürfe. Faraday willigte ein und die Weihnachtsvorlesung erschien vom 7. Januar an in sechs Folgen im ersten Band der Chemical News. Anschließend wurde sie zusammengefasst in Buchform veröffentlicht. Durch den Erfolg ermutigt, wiederholte Crookes seine Vorgehensweise, als Faraday zum Jahreswechsel 1860/1861 unter Zuhilfenahme seiner alten Notizen erneut eine Weihnachtsvorlesung mit dem Titel On the Chemical History of a Candle abhielt. Für die Vorabveröffentlichung erhielt Faraday ein Honorar von 14 Guineen. Am Gewinn des für 3 Schilling und 6 Pence verkauften Buches war er nicht beteiligt.

### Inhalt
| Englische Originalausgabe von 1861 | Deutsche Ausgabe von 1919 |
| --- | --- |
| Lecture I. The Candle: The Flame – Its Sources – Structure – Mobility – Brightness                                                                 | Erste Vorlesung. Die Kerze – Herstellung – Flamme der Kerze – Schmelzen des Brennstoffs – Kapillarität – Verdampfung des Brennstoffes – Gestalt der Flamme – Der aufsteigende Luftstrom – Andere Flammen                                                  |
| Lecture II. Brightness of the Flame – Air necessary for Combustion – Production of Water                                                           | Zweite Vorlesung. Die brennbaren Dämpfe in der Flamme – Verteilung der Hitze – Notwendigkeit der Luft – Unvollständige Verbrennung – Verbrennung mit und ohne Flamme – Ursache des Leuchtens – Verbrennungsprodukte                                       |
| Lecture III. Products: Water from the Combustion – Nature of Water – A Compound – Hydrogen                                                         | Dritte Vorlesung. Entstehung von Wasser bei der Verbrennung der Kerze – Eigenschaften des Wassers – Fester, flüssiger und gasförmiger Zustand – Wasserstoff; Darstellung und Eigenschaften – Verbrennung des Wasserstoffs zu Wasser – Die Voltasche Säule |
| Lecture IV. Hydrogen in the Candle – Burns into Water – The other Part of Water – Oxygen                                                           | Vierte Vorlesung. Chemische Wirkungen des elektrischen Stroms – Elektrolyse des Wassers – Bildung von Wasser aus Sauerstoff und Wasserstoff – Zusammensetzung des Wassers – Der Sauerstoff; Darstellung und Eigenschaften                                 |
| Lecture V. Oxygen present in the Air – Nature of the Atmosphere – Its Properties – Other Products from the Candle – Carbonic Acid – Its Properties | Fünfte Vorlesung. Zusammensetzung der atmosphärischen Luft – Nachweis des Sauerstoffs – Eigenschaften des Stickstoffs – Wägen der Gase – Luftdruck und Elastizität der Luft – Kohlensäure; Entstehung und Vorkommen, Nachweis der Eigenschaften           |
| Lecture VI. Carbon or Charcoal – Coal-Gas – Respiration and its Analogy to the Burning of a Candle – Conclusion                                    | Sechste Vorlesung. Die Kohlensäure; Zusammensetzung, Bildung und Zerlegung – Verbrennen von Kohle – Der Atmungsprozeß – Kreislauf der Kohlensäure in der Natur – Entzündungstemperatur und Verbrennung.                                                   |

## Auflagen

### Vorabveröffentlichung
- A Course of Six Lectures (adapted to a Juvenile Auditory), on the Chemical History of a Candle; by M. Faraday, D.C.L., F.R.S., Fullerian Professor of Chemistry, R.I., Foreign Associate of the Academy of Sciences, Paris, &c. In: The Chemical News and Journal of Physical Science. Band 3, Griffin, Bohn & Co., London 1861:
  - 1. Vorlesung (27. Dezember 1860) In: Nummer 57 vom 5. Januar 1861, S. 6–10, Online in der Google-Buchsuche
  - 2. Vorlesung (29. Dezember 1860) In: Nummer 58 vom 12. Januar 1861, S. 24–27, Online in der Google-Buchsuche
  - 3. Vorlesung (1. Januar 1861) In: Nummer 59 vom 19. Januar 1861, S. 42–46, Online in der Google-Buchsuche
  - 4. Vorlesung (3. Januar 1861) In: Nummer 60 vom 26. Januar 1861, S. 57–60, Online in der Google-Buchsuche
  - 5. Vorlesung (5. Januar 1861) In: Nummer 61 vom 2. Februar 1861, S. 72–76, Online in der Google-Buchsuche
  - 6. Vorlesung (8. Januar 1861) In: Nummer 62 vom 9. Februar 1861, S. 84–88, Online in der Google-Buchsuche

### Originalausgabe
- A Course of Six Lectures on the Chemical History of a Candle: To Which is Added a Lecture on Platinum. Harper & Brothers, New York 1861 (online)

### Übersetzungen (Auswahl)
- Naturgeschichte einer Kerze. Sechs Vorlesungen für die Jugend, aus dem Englischen übertragen von Lüdicke, Robert Oppenheim, Berlin 1871, Online in der Google-Buchsuche.
- Naturgeschichte einer Kerze. Übersetzt, eingeleitet und mit Anmerkungen herausgegeben von Günther Bugge. Philipp jun., Leipzig 1919 (Reclams-Universal-Bibliothek Band 6019–6020), Online.
- Histoire d'une chandelle. J. Hetzel, Paris 1865.

## Rezeption
Der Pädagoge Martin Wagenschein schrieb in seinem 1962 veröffentlichten Aufsatz Die Pädagogische Dimension der Physik: „Faradays Kerze sollte jeder Lehrer kennen!“ In den 1980er Jahren wurde aufgrund seines Hinweises das Lehrstück Faradays Kerze entwickelt. 2016 veröffentlichte Bill Hammack eine Video-Serie zu den Vorlesungen mit Begleitmaterial.

## Nachweise